# Neoseiulella nesbitti
Neoseiulella nesbitti är en spindeldjursart som först beskrevs av Womersley 1954.  Neoseiulella nesbitti ingår i släktet Neoseiulella och familjen Phytoseiidae. Inga underarter finns listade i Catalogue of Life.